# 20.ª etapa do Tour de France de 2019
A 20.ª etapa do Tour de France de 2019 teve lugar a 27 de julho de 2019 entre Albertville e Val Thorens sobre um percurso inicialmente de 130 km mas devido ao mau tempo recortou-se a 59,5 km. A etapa foi vencida pelo italiano Vincenzo Nibali da Bahrain Merida e o colombiano Egan Bernal manteve o maillot jaune um dia antes de chegar a Paris.

## Classificação da etapa
| \| Classificação por etapas \| Classificação por etapas \| Classificação por etapas \| Classificação por etapas \| Classificação por etapas \| \| Ciclista \| Ciclista \| Equipe \| Tempo \| \| \| ------------------------ \| ------------------------ \| ------------------------ \| ------------------------ \| ------------------------ \| \| 1. \| Vincenzo Nibali \| Bahrain-Merida \| 1h51m53s \| \| \| 2. \| Alejandro Valverde \| Movistar Team \| + 10s \| \| \| 3. \| Mikel Landa \| Movistar Team \| + 14s \| \| \| 4. \| Egan Bernal \| Team Ineos \| + 17s \| \| \| 5. \| Geraint Thomas \| Team Ineos \| + 17s \| \| \| 6. \| Rigoberto Urán \| EF Education First \| + 23s \| \| \| 7. \| Emanuel Buchmann \| Bora-Hansgrohe \| + 23s \| \| \| 8. \| Steven Kruijswijk \| Team Jumbo-Visma \| + 25s \| \| \| 9. \| Wout Poels \| Team Ineos \| + 30s \| \| \| 10. \| Nairo Quintana \| Movistar Team \| + 30s \| \| |                    |                    |          |
| |                    |                    |          |
| Fonte: ProCyclingStats |                    |                    |          |
| Classificação por etapas |                    |                    |          |
| Ciclista | Ciclista           | Equipe             | Tempo    |
| 1. | Vincenzo Nibali    | Bahrain-Merida     | 1h51m53s |
| 2. | Alejandro Valverde | Movistar Team      | + 10s    |
| 3. | Mikel Landa        | Movistar Team      | + 14s    |
| 4. | Egan Bernal        | Team Ineos         | + 17s    |
| 5. | Geraint Thomas     | Team Ineos         | + 17s    |
| 6. | Rigoberto Urán     | EF Education First | + 23s    |
| 7. | Emanuel Buchmann   | Bora-Hansgrohe     | + 23s    |
| 8. | Steven Kruijswijk  | Team Jumbo-Visma   | + 25s    |
| 9. | Wout Poels         | Team Ineos         | + 30s    |
| 10. | Nairo Quintana     | Movistar Team      | + 30s    |

## Classificações ao final da etapa

### Classificação geral(Maillot Jaune)
| \| Classificação geral \| Classificação geral \| Classificação geral \| Classificação geral \| Classificação geral \| \| Ciclista \| Ciclista \| Equipe \| Tempo \| \| \| ------------------- \| ------------------- \| --------------------- \| ------------------- \| ------------------- \| \| 1. \| Egan Bernal \| Team Ineos \| 79h52m52s \| \| \| 2. \| Geraint Thomas \| Team Ineos \| + 1m11s \| \| \| 3. \| Steven Kruijswijk \| Team Jumbo-Visma \| + 1m31s \| \| \| 4. \| Emanuel Buchmann \| Bora-Hansgrohe \| + 1m56s \| \| \| 5. \| Julian Alaphilippe \| Deceuninck-Quick Step \| + 3m45s \| \| \| 6. \| Mikel Landa \| Movistar Team \| + 4m23s \| \| \| 7. \| Rigoberto Urán \| EF Education First \| + 5m15s \| \| \| 8. \| Nairo Quintana \| Movistar Team \| + 5m30s \| \| \| 9. \| Alejandro Valverde \| Movistar Team \| + 6m12s \| \| \| 10. \| Warren Barguil \| Arkéa-Samsic \| + 7m32s \| \| |                    |                       |           |
| |                    |                       |           |
| Fonte: ProCyclingStats |                    |                       |           |
| Classificação geral |                    |                       |           |
| Ciclista | Ciclista           | Equipe                | Tempo     |
| 1. | Egan Bernal        | Team Ineos            | 79h52m52s |
| 2. | Geraint Thomas     | Team Ineos            | + 1m11s   |
| 3. | Steven Kruijswijk  | Team Jumbo-Visma      | + 1m31s   |
| 4. | Emanuel Buchmann   | Bora-Hansgrohe        | + 1m56s   |
| 5. | Julian Alaphilippe | Deceuninck-Quick Step | + 3m45s   |
| 6. | Mikel Landa        | Movistar Team         | + 4m23s   |
| 7. | Rigoberto Urán     | EF Education First    | + 5m15s   |
| 8. | Nairo Quintana     | Movistar Team         | + 5m30s   |
| 9. | Alejandro Valverde | Movistar Team         | + 6m12s   |
| 10. | Warren Barguil     | Arkéa-Samsic          | + 7m32s   |

### Classificação por pontos(Maillot Vert)
| Classificação por pontos | Classificação por pontos | Classificação por pontos | Classificação por pontos | Classificação por pontos |
| Ciclista                 | Ciclista                 | Equipe                   | Pontos                   |                          |
| ------------------------ | ------------------------ | ------------------------ | ------------------------ | ------------------------ |
| 1.                       | Peter Sagan              | Bora-Hansgrohe           | 309 pts                  |                          |
| 2.                       | Elia Viviani             | Deceuninck-Quick Step    | 224 pts                  |                          |
| 3.                       | Sonny Colbrelli          | Bahrain-Merida           | 203 pts                  |                          |
| 4.                       | Michael Matthews         | Team Sunweb              | 201 pts                  |                          |
| 5.                       | Caleb Ewan               | Lotto-Soudal             | 198 pts                  |                          |
| 6.                       | Matteo Trentin           | Mitchelton-Scott         | 180 pts                  |                          |
| 7.                       | Jasper Stuyven           | Trek-Segafredo           | 157 pts                  |                          |
| 8.                       | Greg Van Avermaet        | CCC Team                 | 149 pts                  |                          |
| 9.                       | Julian Alaphilippe       | Deceuninck-Quick Step    | 119 pts                  |                          |
| 10.                      | Dylan Groenewegen        | Team Jumbo-Visma         | 116 pts                  |                          |

### Classificação da montanha(Maillot à Pois Rouges)
| Classificação da montanha | Classificação da montanha | Classificação da montanha | Classificação da montanha | Classificação da montanha |
| Ciclista                  | Ciclista                  | Equipe                    | Pontos                    |                           |
| ------------------------- | ------------------------- | ------------------------- | ------------------------- | ------------------------- |
| 1.                        | Romain Bardet             | AG2R La Mondiale          | 86 pts                    |                           |
| 2.                        | Egan Bernal               | Team Ineos                | 78 pts                    |                           |
| 3.                        | Tim Wellens               | Lotto-Soudal              | 74 pts                    |                           |
| 4.                        | Damiano Caruso            | Bahrain-Merida            | 67 pts                    |                           |
| 5.                        | Vincenzo Nibali           | Bahrain-Merida            | 59 pts                    |                           |
| 6.                        | Simon Yates               | Mitchelton-Scott          | 59 pts                    |                           |
| 7.                        | Nairo Quintana            | Movistar Team             | 58 pts                    |                           |
| 8.                        | Alexey Lutsenko           | Astana                    | 45 pts                    |                           |
| 9.                        | Steven Kruijswijk         | Team Jumbo-Visma          | 44 pts                    |                           |
| 10.                       | Mikel Landa               | Movistar Team             | 42 pts                    |                           |

### Classificação do melhor jovem(Maillot Blanc)
| Classificação dos jovens | Classificação dos jovens | Classificação dos jovens | Classificação dos jovens | Classificação dos jovens |
| Ciclista                 | Ciclista                 | Equipe                   | Tempo                    |                          |
| ------------------------ | ------------------------ | ------------------------ | ------------------------ | ------------------------ |
| 1.                       | Egan Bernal              | Team Ineos               | 79h52m52s                |                          |
| 2.                       | David Gaudu              | Groupama-FDJ             | + 23m29s                 |                          |
| 3.                       | Enric Mas                | Deceuninck-Quick Step    | + 57m35s                 |                          |
| 4.                       | Laurens De Plus          | Team Jumbo-Visma         | + 1m03s                  |                          |
| 5.                       | Gregor Mühlberger        | Bora-Hansgrohe           | + 1h04m40s               |                          |
| 6.                       | Giulio Ciccone           | Trek-Segafredo           | + 1h20m20s               |                          |
| 7.                       | Lennard Kämna            | Team Sunweb              | + 1h38m12s               |                          |
| 8.                       | Tiesj Benoot             | Lotto-Soudal             | + 2h06m59s               |                          |
| 9.                       | Nils Politt              | Katusha-Alpecin          | + 2h13m37s               |                          |
| 10.                      | Élie Gesbert             | Arkéa-Samsic             | + 2h32m33s               |                          |

### Classificação por equipas(Classement par Équipe)
| Classificação por equipes | Classificação por equipes | Classificação por equipes | Classificação por equipes |
| Equipe                    | Equipe                    | Tempo                     |                           |
| ------------------------- | ------------------------- | ------------------------- | ------------------------- |
| 1.                        | Movistar Team             | 239h45m51s                |                           |
| 2.                        | Trek-Segafredo            | + 47m54s                  |                           |
| 3.                        | Ineos                     | + 57m52s                  |                           |
| 4.                        | EF Education First        | + 1h25m57s                |                           |
| 5.                        | Bora-hansgrohe            | + 1h29m30s                |                           |
| 6.                        | Groupama-FDJ              | + 1h42m29s                |                           |
| 7.                        | Team Jumbo-Visma          | + 1h52m55s                |                           |
| 8.                        | AG2R La Mondiale          | + 2h07m29s                |                           |
| 9.                        | UAE Team Emirates         | + 2h09m35s                |                           |
| 10.                       | Astana                    | + 2h27m17s                |                           |

## Abandonos
Nenhum.